# Listrognathus keralensis
Listrognathus keralensis är en stekelart som beskrevs av Sudheer och T.C. Narendran 2004. Listrognathus keralensis ingår i släktet Listrognathus och familjen brokparasitsteklar. Inga underarter finns listade i Catalogue of Life.